# かの里
かの里（かのさと）は、愛知県名古屋市中川区にある町名。旧来「包里」と書かれた。現行行政地名はかの里一丁目からかの里三丁目と富田町大字包里。住居表示未実施。富田町大字包里には、7つの小字が設置されている。

## 地理
名古屋市中川区の南西部に位置し、東に東かの里町、西に富田町大字供米田、北に供米田、南に港区南陽町大字福田に接する。

### 河川
- 戸田川

## 歴史

### 町名の由来
江戸期の海東郡包里村を前身とする。

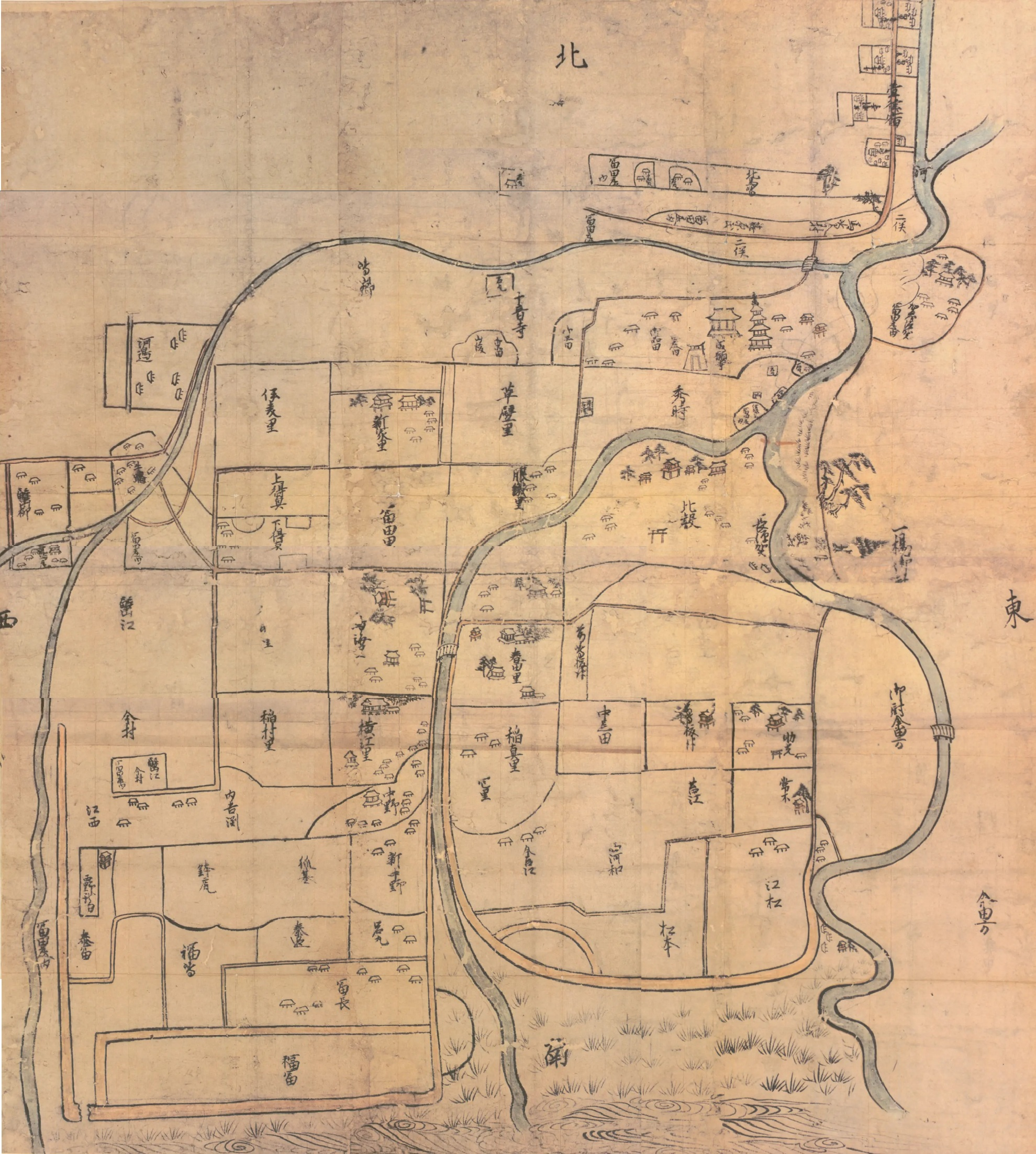
鎌倉時代の富田庄絵図（円覚寺文書）には「包里」の文字が確認できる。

由来については、「兼里」が転じたという説、律令制下の海部郡津積郷の「つつみ」に「包」の字を宛てて「かね」と読み替えたとする説、人名に由来するという説、「川根里」が転じたという説など諸説ある。
地名は鎌倉期には既に確認でき、14世紀前半成立の尾張国海東郡富田荘の絵図に「包里」の記載がある。戦国期の『信雄分限帳』には「かの里　中川三十郎」とある。

### 行政区画の変遷
- 1889年（明治22年）10月1日 - 合併により、海東郡包里村が同郡豊治村大字包里となる[2]。
- 1906年（明治39年）7月1日 - 合併により、海東郡富田村大字包里となる[2]。
- 1944年（昭和19年）2月11日 - 町制施行により、海部郡富田町大字包里となる[2]。
- 1955年（昭和30年）10月1日 - 合併により、名古屋市中川区富田町大字包里となる[2]。
- 1988年（昭和63年）2月28日 - 一部が中川区かの里一丁目・かの里二丁目・かの里三丁目・東かの里町にそれぞれ編入される[2]。また、中川区かの里一丁目は富田町大字供米田・富田町大字包里、かの里二丁目は富田町大字包里・富田町大字江松、かの里三丁目は富田町大字包里の各一部によりそれぞれ成立[2]。

## 世帯数と人口
2019年（平成31年）2月1日現在の世帯数と人口は以下の通りである。

### かの里
| 丁目         | 世帯数    | 人口    |
| ------------ | --------- | ------- |
| かの里一丁目 | 608世帯   | 1,331人 |
| かの里二丁目 | 358世帯   | 805人   |
| かの里三丁目 | 224世帯   | 543人   |
| 計           | 1,190世帯 | 2,679人 |

#### 人口の変遷
国勢調査による人口の推移。
| 1995年（平成7年）  | 2,831人 |  |  |
| 2000年（平成12年） | 3,230人 |  |  |
| 2005年（平成17年） | 3,116人 |  |  |
| 2010年（平成22年） | 3,211人 |  |  |
| 2015年（平成27年） | 2,759人 |  |  |

#### 世帯数の変遷
国勢調査による世帯数の推移。
| 1995年（平成7年）  | 843世帯   |  |  |
| 2000年（平成12年） | 999世帯   |  |  |
| 2005年（平成17年） | 1,031世帯 |  |  |
| 2010年（平成22年） | 1,101世帯 |  |  |
| 2015年（平成27年） | 1,111世帯 |  |  |

### 富田町大字包里
| 町丁           | 世帯数 | 人口 |
| -------------- | ------ | ---- |
| 富田町大字包里 | 24世帯 | 47人 |

#### 人口の変遷
国勢調査による人口の推移。
| 1995年（平成7年）  | 70人 |  |  |
| 2000年（平成12年） | 59人 |  |  |
| 2005年（平成17年） | 55人 |  |  |
| 2010年（平成22年） | 62人 |  |  |
| 2015年（平成27年） | 54人 |  |  |

#### 世帯数の変遷
国勢調査による世帯数の推移。
| 1995年（平成7年）  | 22世帯 |  |  |
| 2000年（平成12年） | 20世帯 |  |  |
| 2005年（平成17年） | 20世帯 |  |  |
| 2010年（平成22年） | 24世帯 |  |  |
| 2015年（平成27年） | 24世帯 |  |  |

## 学区
市立小・中学校に通う場合、学校等は以下の通りとなる。また、公立高等学校に通う場合の学区は以下の通りとなる。
| 町丁・丁目     | 番・番地等 | 小学校               | 中学校                 | 高等学校 |
| -------------- | ---------- | -------------------- | ---------------------- | -------- |
| 富田町大字包里 | 全域       | 名古屋市立豊治小学校 | 名古屋市立供米田中学校 | 尾張学区 |
| かの里一丁目   | 全域       | 名古屋市立豊治小学校 | 名古屋市立供米田中学校 | 尾張学区 |
| かの里二丁目   | 全域       | 名古屋市立豊治小学校 | 名古屋市立供米田中学校 | 尾張学区 |
| かの里三丁目   | 全域       | 名古屋市立豊治小学校 | 名古屋市立供米田中学校 | 尾張学区 |

## 交通
- 国道1号
- 国道302号（名古屋環状2号線）

## 施設

### かの里一丁目

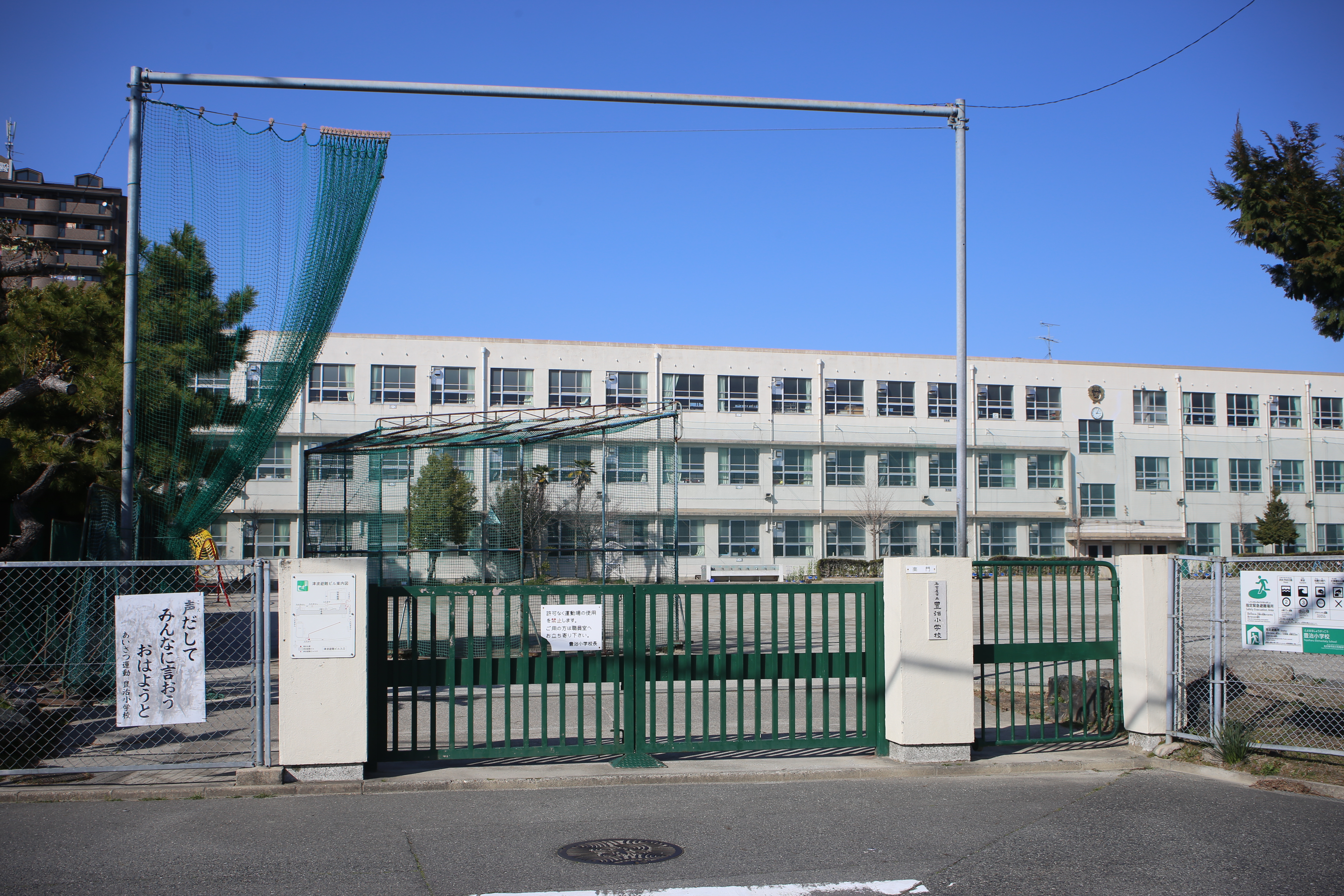
名古屋市立豊治小学校
- 富田病院
- 水落公園

1986年（昭和61年）4月1日供用開始。
- 近内公園

1987年（昭和62年）4月1日供用開始。
- 神明社
- 神明社
- 照見寺

- 豊治小学校

### かの里二丁目
- 乗江公園

1986年（昭和61年）11月1日供用開始。
- 四畝公園

1989年（平成元年）4月1日供用開始。

### かの里三丁目
- 愛知県警察中川警察署豊治交番

## その他

### 日本郵便
- 集配担当する郵便局は以下の通りである[WEB 14]。

| 町丁           | 郵便番号 | 郵便局     |
| -------------- | -------- | ---------- |
| かの里         | 454-0957 | 中川郵便局 |
| 富田町大字包里 | 454-0955 | 中川郵便局 |

### WEB
1. 1 2 3  “町・丁目(大字)別、年齢(10歳階級)別公簿人口(全市・区別)”.   名古屋市 (2019年2月20日). 2019年2月20日閲覧。
2. 1 2  “郵便番号”.  日本郵便. 2019年2月10日閲覧。
3. 1 2  “市外局番の一覧”.   総務省. 2019年1月6日閲覧。
4. 1 2  “郵便番号”.  日本郵便. 2019年2月10日閲覧。
5. ↑  “中川区の町名一覧”.   名古屋市 (2015年10月21日). 2019年2月13日閲覧。
6. 1 2 3 4  総務省統計局 (2014年3月28日). “平成7年国勢調査の調査結果(e-Stat) - 男女別人口及び世帯数 －町丁・字等” (CSV). 2021年7月20日閲覧。
7. 1 2 3 4  総務省統計局 (2014年5月30日). “平成12年国勢調査の調査結果(e-Stat) - 男女別人口及び世帯数 －町丁・字等” (CSV). 2021年7月20日閲覧。
8. 1 2 3 4  総務省統計局 (2014年6月27日). “平成17年国勢調査の調査結果(e-Stat) - 男女別人口及び世帯数 －町丁・字等” (CSV). 2021年7月21日閲覧。
9. 1 2 3 4  総務省統計局 (2012年1月20日). “平成22年国勢調査の調査結果(e-Stat) - 男女別人口及び世帯数 －町丁・字等” (CSV). 2021年7月21日閲覧。
10. 1 2 3 4  総務省統計局 (2017年1月27日). “平成27年国勢調査の調査結果(e-Stat) - 男女別人口及び世帯数 －町丁・字等” (CSV). 2021年7月21日閲覧。
11. ↑  “市立小・中学校の通学区域一覧”.   名古屋市 (2018年11月10日). 2019年1月14日閲覧。
12. ↑  “平成29年度以降の愛知県公立高等学校（全日制課程）入学者選抜における通学区域並びに群及びグループ分け案について”.   愛知県教育委員会 (2015年2月16日). 2019年1月14日閲覧。
13. 1 2 3 4  “都市公園の名称、位置及び区域並びに供用開始の期日” (2019年5月1日). 2019年11月3日閲覧。
14. ↑  郵便番号簿 平成29年度版 - 日本郵便. 2019年02月10日閲覧 (PDF)

### 書籍
1. ↑  名古屋市計画局 1992, p. 456.
2. 1 2 3 4 5 6  名古屋市計画局 1992, p. 832.